# スコーネ戦争
スコーネ戦争（スコーネせんそう、デンマーク語: Skånske Krig、スウェーデン語: Skånska kriget）は、デンマークが、かつての領土であったスカンディナヴィア半島南端スコーネ地方の奪還を目論んで、当時バルト帝国としてバルト海の覇権を握っていたスウェーデンに対して行った戦争である。1675年から1679年まで行われた。

## 経緯
当時スウェーデンは、ブランデンブルク選帝侯フリードリヒ・ヴィルヘルムとの戦争で大陸側の領土を一時的に失っていた。後に西ポンメルンはフランス王国の圧力によってブランデンブルク選帝侯から返還されているが、スウェーデンの影響力は大幅に低下した。
ヨーロッパ大陸本土でスウェーデンが苦戦しているのを見たデンマーク王クリスチャン5世は、スコーネ地方の奪還を狙いスウェーデンに対して宣戦布告した。オランダもオランダ侵略戦争の交戦国であることからオランダ海軍を出撃させ、海軍同士が共闘しあうこととなった。

## 戦争の経過

### スウェーデン陸軍の苦闘
デンマークにとって有利な事は、当時のスウェーデン海軍が弱体化していたと言う事だった（スウェーデン陸軍もまた弱体化していた）。デンマーク軍はスコーネに上陸し、占領する事に成功した（現地スコーネでは分離主義者によるゲリラ活動がスウェーデンに対し行われており、不穏な情勢となっていた）。同時にノルウェー軍も北から侵攻した。しかしスウェーデンは、国王カール11世が親征してスコーネに進撃した。前哨戦であるハルムスタッドの戦いでスウェーデン軍がデンマーク軍を退けた事でデンマーク軍とノルウェー軍の合流が避けられ、イェーテボリは解放された。そして1676年、双方の本軍がルンドで会戦した。この戦いでスウェーデンが勝利し、デンマークは退却した。ルンドの戦いは両軍で一万近い戦死者を出し、北欧史上最も陰惨な戦いであった。
ルンドの戦いは、スウェーデンがスコーネ全土を奪回するきっかけとなった戦闘だが、なおも一進一退の攻防が続いた。陸戦においてスウェーデン軍は苦闘を続けた後、1678年にスコーネ全土を奪回する事に成功する。しかし他スウェーデン本土にノルウェー軍が深く入り込み、撃退するには程遠い状況であった。その一方、スウェーデンは、カール11世のスウェーデン陸軍の指揮を通じて指導力に対する信頼が生まれる事となった。

### デンマーク海軍の優位

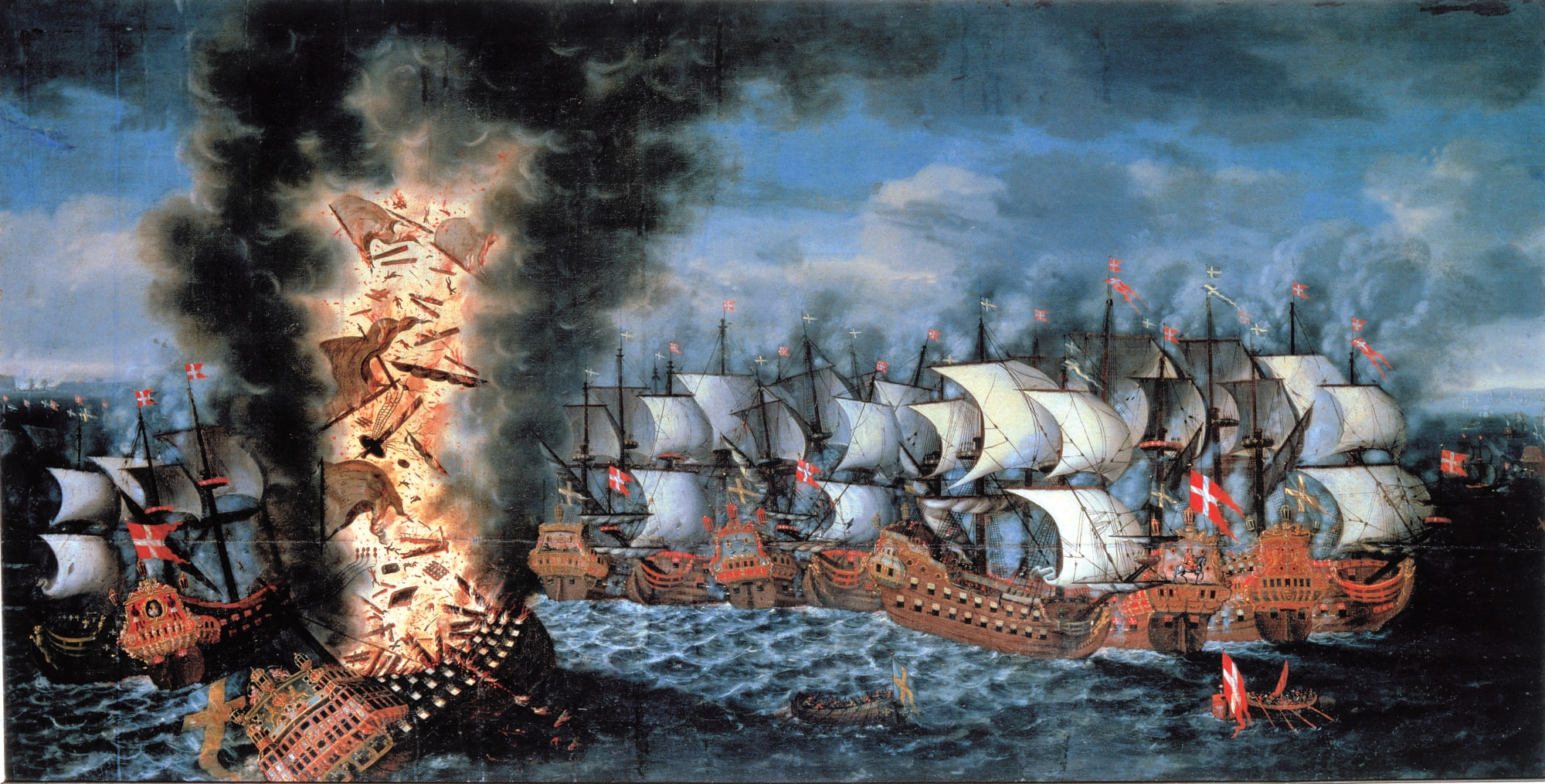
エーランド島の海戦

スコーネ戦争は一気にスウェーデンが盛り返すかに思えたが、艦隊戦では全く展開が異なる事となり、1676年のエーランド島海戦では、スウェーデン艦隊はデンマーク＝オランダ艦隊に完敗を喫し、両国がバルト海の制海権を握ることとなった。翌1677年のデンマーク艦隊とスウェーデン艦隊が衝突したキューゲ湾の海戦においてもデンマーク艦隊が大勝した。当時スウェーデンの海軍は全く更新されておらず、バルト海の覇権に軋みが生じていた証拠であった。
この事態を裏付けるように、ブランデンブルク選帝侯フリードリヒ・ヴィルヘルムが海軍を設立し、バルト海南岸を威圧するに至っている（大陸側においては、ブランデンブルク軍とデンマーク陸軍との共闘もあった）。また、もともとデンマーク海軍は、オランダの強い影響下にあって、オランダの現役軍人が多数勤務していたが、オランダ侵略戦争でスウェーデンと敵対関係に入ったオランダは、名将マールテン・トロンプをデンマーク海軍最高司令官に派遣したことで、海戦でのデンマーク優位に至ることとなった。この一連の海戦の結果、スウェーデン海軍は壊滅的状況に陥る事となった。

### 戦争の膠着化
スコーネ戦争に戻ると、両者は共に自国の切り札を存分に使い、事々の戦闘で優位に立った（ただしスウェーデン陸軍は、スコーネ以外では決定的勝利を得られなかった）。また、スウェーデン海軍の弱体化は、結果的にデンマーク海軍の南バルト海進出を許し、ゴトランド島上陸もされたあげく、スウェーデンの大陸側の領土も占領される有様であった（キューゲ湾の海戦の敗北以後、スウェーデン海軍は壊滅的打撃を受け、大陸側への援軍も不可能となった）。スコーネ全土を取り戻したスウェーデン、一部のスウェーデン領土を占領したデンマークは、それ以上戦況は好転せず、結果的に戦争は膠着化し、厭戦気分が漂いだした1679年8月、両者はフランス王国の仲介により講和に同意した（実際にはフランスの軍事的圧力によって戦後処理が決定された）。オランダとスウェーデンも、同年10月にナイメーヘンの和約によって講和した。
スウェーデンは、1677年頃から和平を模索していたが、翌1678年にカール11世の側近であるユーハン・ユレンシェーナがコペンハーゲンに和平交渉のために向かっている。この交渉事の一つがカール11世とデンマーク王妹との婚約であった（両国の最終的な講和条約の締結によって結婚が成立した）。

## 結果
講和条約によって領土は戦前の状態に戻すこととなり、デンマークの野望は挫折した。スウェーデンも得るところはなかったが、バルト帝国の維持には成功した。しかし大陸側では、もはや戦前の状態を維持することは不可能となっていた。何よりも講和条約自体がフランス主導でサン＝ジェルマン＝アン＝レーやフォンテーヌブローで行われ、スウェーデンは参加出来なかった。デンマークもフランスの圧力に屈した。条約の批准はデンマークにとっても屈辱であったが、それ以上に条約に参加することすら出来なかったスウェーデンは遥かに屈辱の和平として捉えられた。この戦争は結果的には引き分けであったが、スウェーデン側の軍事力の低下や絶対主義の不完全さによる貴族勢力の介在が存在した時期でもあり、あらゆる面での弱体化が進行していたために、ブランデンブルク＝プロイセンとの戦争と等しくスウェーデンの「敗戦」と見なされることもある。
しかしこの戦争は、デンマークにとって実りある結果をもたらさなかった。クリスチャン5世の望みは果たせず、政治的にも経済的にも打撃をもたらすこととなった。一方、スウェーデンにとって国力の低下が露呈したことは、逆に国政改革の実行に弾みをつけることとなり、スコーネ戦争におけるカール11世の指導力が評価され、絶対君主制の容認へと至ることとなった。
両国の和解により平和が訪れた。何よりも両国は平和を望んでいた。その帰結として、クリスチャン5世の妹ウルリカ・エレオノーラとカール11世の結婚が成立した（ルンド条約）。1680年に2人は結婚し、両国は20年にわたる平和が成った。